# Предео изузетних одлика Аде и одсеци код Сланкамена
Предео изузетних одлика „Аде и одсеци код Сланкамена“ захвата подручје ада и неогених и лесних одсека узводно од Сланкамена, које обухвата узак појас приобаља на десној обали Дунава, Урошев спруд и неколико мањих ада уз десну обалу Дунава, као и Велику аду уз леву обалу Дунава. Налази се на територији општине Инђија и захвата делове подручја катастарских општина Стари Сланкамен и Нови Сланкамен, укупне површине 407,83 хектара.
На подручју Предела изузетних одлика „Аде и одсеци код Сланкаменаˮ посебно се истичу палеофлористички локалитет „Јандаˮ, геолошки профил језерско-речних седимената са сачуваним окамењеним стаблима тропско-суптропске вегетације и добро очуваним листовима копнене вегетације, профил са доњосарматским седиментима „Поћентаˮ изграђен од седимената са многобројном фосилном фауном који представљају записе о простирању и еволуцији некадашњег Панонског мора, Велика јаруга као један од најекстремнијих рељефних облика АП Војводине, процеси стварања, разграђивања и међусобне смене пешчаних спрудова рукаваца, лагуна, плићака, бара, тршћака и поника врба на Урошевом спруду, 13 национално и међународно значајних биљних врста (најзначајније су разноротка, црни глог и тестерица), 19 за заштиту приоритетних типова станишта која представљају изузетан пример репрезентативних станишта континенталног и панонског региона (умерено влажне панонске ливаде, копнени високи шашеви, заједница водених љутића мезотрофилних стајаћих вода, обалне средње траволике заједнице и панонске лесне степе), 55 национално и међународно значајних врста бескичмењака од чега су три строго заштићене, три заштићене и једна угрожена, 38 врста риба (украјинска паклара, јегуља, гавчица, вијуница, чиков, мали и велики вретенар) које на овом простору имају значајна локална мрестилишта, 11 врста водоземаца – осам строго заштићених и девет врста гмизаваца – пет строго заштићених (подунавски мрмољак и барска корњача), 162 врсте птица од којих су 132 строго заштићене.
Предео се одликује са 19 за заштиту приоритетних типова станишта која представлјају изузетан пример репрезентативних станишта континенталног и панонског региона (умерено влажне панонске ливаде, копнени високи шашеви, заједница водених љутића мезотрофних стајаћих вода, обалне средње траволике заједнице и панонске лесне степе).
Природне вредности овог специфичног простора произвеле су и особени начин живота и привређивања људи, као што су екстензивно сточарство, напасање и држање стоке на адама и узгој винове лозе и складиштење вина у лесним лагумима.